# Lentopalloseura ETTA 2017-2018
Questa voce raccoglie le informazioni riguardanti il Lentopalloseura ETTA nelle competizioni ufficiali della stagione 2017-2018.

## Organigramma societario
Area direttiva
- Presidente: Pentti Uusi-Illikainen

Area tecnica
- Allenatore: Olli Kuoksa
- Allenatore in seconda: Juha Keihäskoski

## Rosa
| N° | Nome              | Ruolo | Data di nascita   | Nazionalità sportiva |
| -- | ----------------- | ----- | ----------------- | -------------------- |
| 2  | Eetu Pennanen     | S     | 18 settembre 1992 | Finlandia            |
| 3  | Antti Ronkainen   | S     | 11 agosto 1996    | Finlandia            |
| 4  | Anssi Hakala      | S     | 12 maggio 1984    | Finlandia            |
| 5  | Niko Haapakoski   | P     | 1º maggio 1996    | Finlandia            |
| 6  | Heikki Lehtoniemi | O     | 8 aprile 1994     | Finlandia            |
| 7  | Ville Kaksonen    | C     | 31 maggio 1990    | Finlandia            |
| 8  | Jesper Jylhä      | P     | 13 gennaio 1996   | Finlandia            |
| 9  | Juha Keihäskoski  | P     | 25 maggio 1982    | Finlandia            |
| 10 | Joonas Jokela     | O     | 12 dicembre 1998  | Finlandia            |
| 12 | Petteri Kiilunen  | L     | 20 maggio 1993    | Finlandia            |
| 13 | Jiri Hänninen     | S     | 12 maggio 1998    | Finlandia            |
| 15 | Markus Väisänen   | C     | 6 marzo 1990      | Finlandia            |
| 16 | Jens Ahremark     | C     | 22 aprile 1994    | Svezia               |

## Statistiche

### Statistiche dei giocatori
| Giocatore      | L. Mestaruusliiga | L. Mestaruusliiga | L. Mestaruusliiga | L. Mestaruusliiga | L. Mestaruusliiga | Coppa di Finlandia | Coppa di Finlandia | Coppa di Finlandia | Coppa di Finlandia | Coppa di Finlandia | Totale | Totale | Totale | Totale | Totale |
| Giocatore      | P                 | PT                | AV                | MV                | BV                | P                  | PT                 | AV                 | MV                 | BV                 | P      | PT     | AV     | MV     | BV     |
| -------------- | ----------------- | ----------------- | ----------------- | ----------------- | ----------------- | ------------------ | ------------------ | ------------------ | ------------------ | ------------------ | ------ | ------ | ------ | ------ | ------ |
| J. Ahremark    | 29                | 186               | 135               | 43                | 8                 | 4                  | 33                 | 23                 | 7                  | 3                  | 33     | 219    | 158    | 50     | 11     |
| N. Haapakoski  | 33                | 80                | 24                | 23                | 33                | 4                  | 7                  | 2                  | 4                  | 1                  | 37     | 87     | 26     | 27     | 34     |
| A. Hakala      | 31                | 20                | 16                | 3                 | 1                 | 3                  | 3                  | 3                  | 0                  | 0                  | 34     | 23     | 19     | 3      | 1      |
| J. Hänninen    | 33                | 241               | 213               | 11                | 17                | 4                  | 20                 | 20                 | 0                  | 0                  | 37     | 261    | 233    | 11     | 17     |
| J. Jokela      | 33                | 610               | 532               | 46                | 32                | 4                  | 64                 | 58                 | 3                  | 3                  | 37     | 674    | 590    | 49     | 35     |
| J. Jylhä       | 19                | 2                 | 0                 | 0                 | 2                 | 3                  | 2                  | 1                  | 1                  | 0                  | 22     | 4      | 1      | 1      | 2      |
| V. Kaksonen    | 25                | 68                | 37                | 20                | 11                | 4                  | 10                 | 5                  | 2                  | 3                  | 29     | 78     | 42     | 22     | 14     |
| J. Keihäskoski | 0                 | 0                 | 0                 | 0                 | 0                 | -                  | -                  | -                  | -                  | -                  | 0      | 0      | 0      | 0      | 0      |
| P. Kiilunen    | 12                | 0                 | 0                 | 0                 | 0                 | 2                  | 0                  | 0                  | 0                  | 0                  | 14     | 0      | 0      | 0      | 0      |
| H. Lehtoniemi  | 23                | 5                 | 3                 | 0                 | 2                 | 3                  | 11                 | 9                  | 0                  | 2                  | 26     | 16     | 12     | 0      | 4      |
| E. Pennanen    | 32                | 409               | 363               | 22                | 24                | 3                  | 37                 | 30                 | 2                  | 5                  | 35     | 446    | 393    | 24     | 29     |
| A. Ronkainen   | 30                | 283               | 232               | 20                | 31                | 4                  | 65                 | 58                 | 5                  | 2                  | 34     | 348    | 290    | 25     | 33     |
| M. Väisänen    | 33                | 201               | 87                | 69                | 45                | 4                  | 18                 | 7                  | 9                  | 2                  | 37     | 219    | 94     | 78     | 47     |

P = presenze; PT = punti totali; AV = attacchi vincenti; MV = muri vincenti; BV = battute vincenti